# Himatione sanguinea
L'apapane, o più correttamente ʻapapane (Himatione sanguinea (Gmelin, 1788)) è un uccello passeriforme fringillide della tribù dei Drepanidini.

## Descrizione

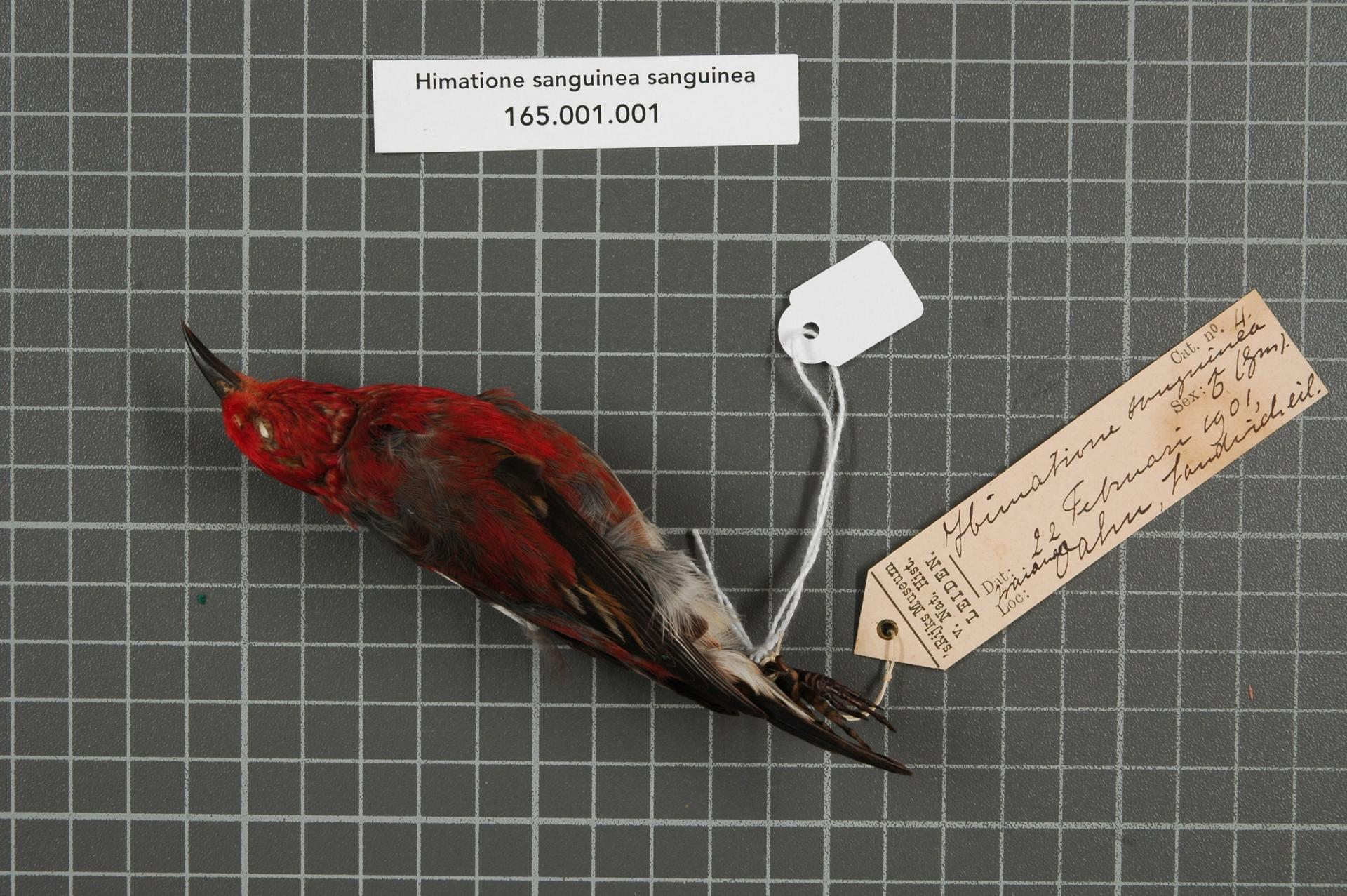
Esemplare impagliato.

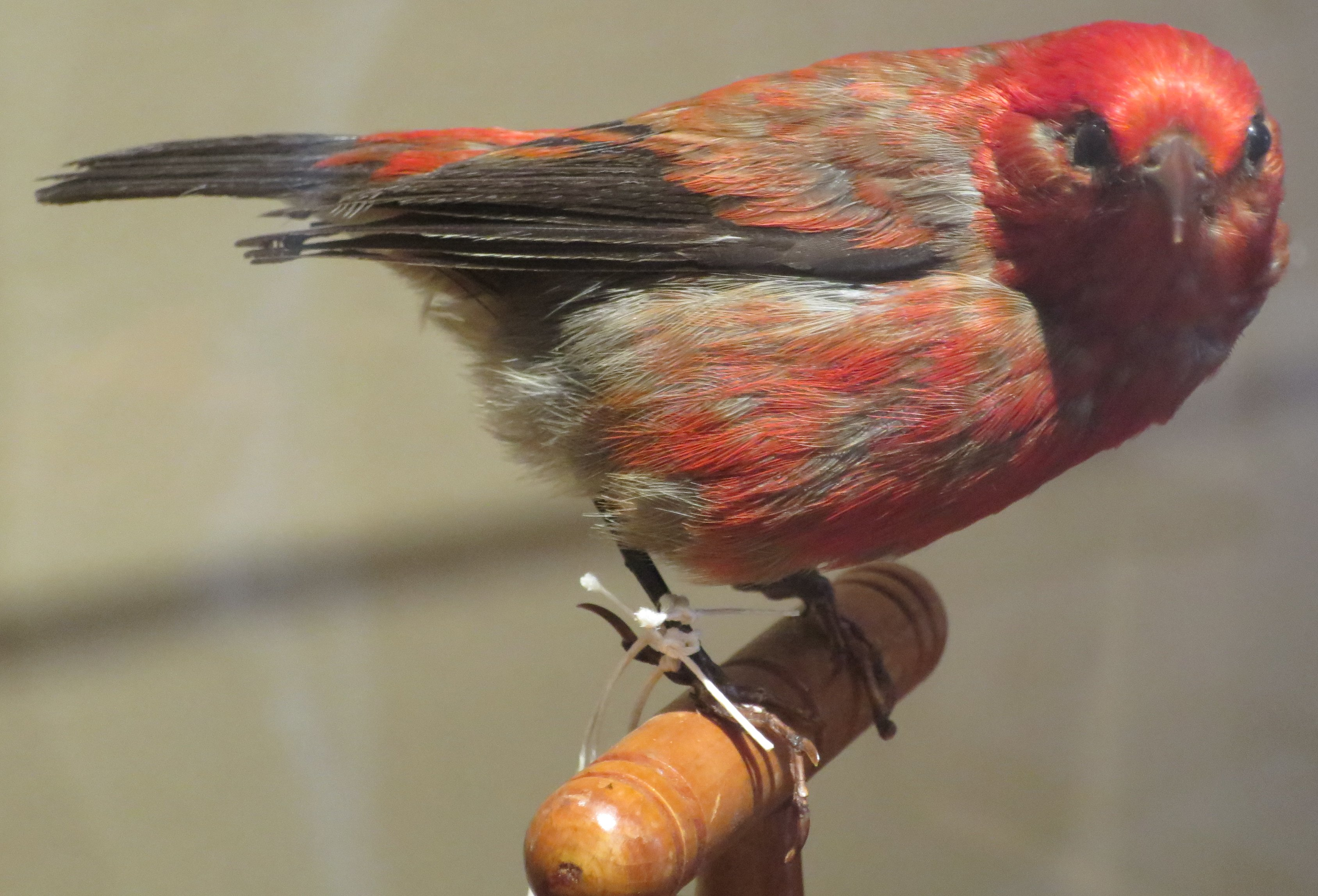
Esemplare impagliato al Museo Berenice Pauhai Bishop di Honolulu.

### Dimensioni
Misura fino a 13 cm di lunghezza, per un peso di 14-16 g: a parità d'età, i maschi sono più grossi e robusti rispetto alle femmine.

### Aspetto
Si tratta di uccelli dall'aspetto robusto e paffuto, caratterizzati da un becco molto sottile, lungo (15–17 mm) e leggermente ricurvo.

Il piumaggio è rosso cremisi uniforme su tutto il corpo, con sottocoda e sottoala bianchi (caratteristiche queste che rendono l'apapane immediatamente riconoscibile dall'iiwi, uccellino dalla livrea molto simile ma priva di bianco), e coda e remiganti nere (queste ultime con presenza di bianco e arancio, in un mix che ricorda molto le ali del cardellino). Gli occhi sono neri, il becco è nero-bluastro e le robuste zampe sono anch'esse nere.

Il dimorfismo sessuale non è eccessivamente netto, con femmine dalla livrea meno vivida rispetto ai maschi.

## Biologia

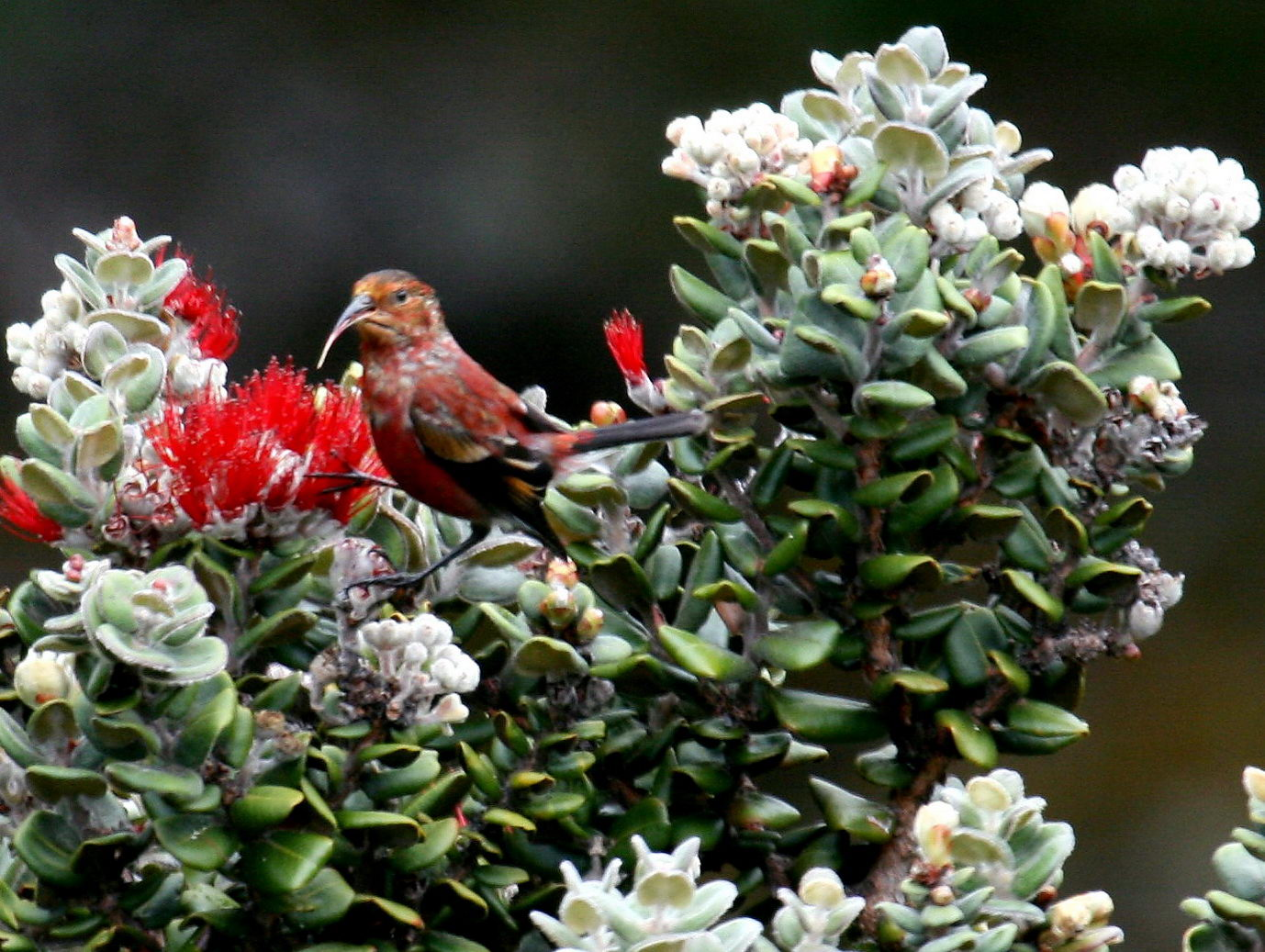
Esemplare si nutre a Maui.

Si tratta di uccelli dalle abitudini diurne, che possono essere osservati in coppie o in piccoli stormi: essi sono abitatori della canopia, e passano la maggior parte della giornata cantando e spostandosi di fiore in fiore alla ricerca di cibo. Gli apapane si rivelano piuttosto territoriali nella difesa delle fonti di approvvigionamento di cibo, specialmente quando questo scarseggia: essi scacciano energicamente dai propri alberi di residenza gli intrusi, sia conspecifici che appartenenti a specie affini (come l'akohekohe e l'iiwi).

Le abilità canore dell'apapane sono ben conosciute alle Hawaii: specialmente i maschi sono noti per i loro canti, che si protraggono lungo tutto l'arco della giornata e contano sei tipi riconosciuti di richiami e circa una decina di canzoni, spesso con variazioni a seconda del sito e dell'habitat presi in considerazione.

### Alimentazione
L'apapane è un uccello prevalentemente nettarivoro: la sua dieta si compone essenzialmente del nettare degli alberi di ohia lehua (della quale questo uccello è uno dei maggiori impollinatori), venendo integrata di tanto in tanto con piccoli insetti reperiti fra i fiori e il fogliame.

### Riproduzione

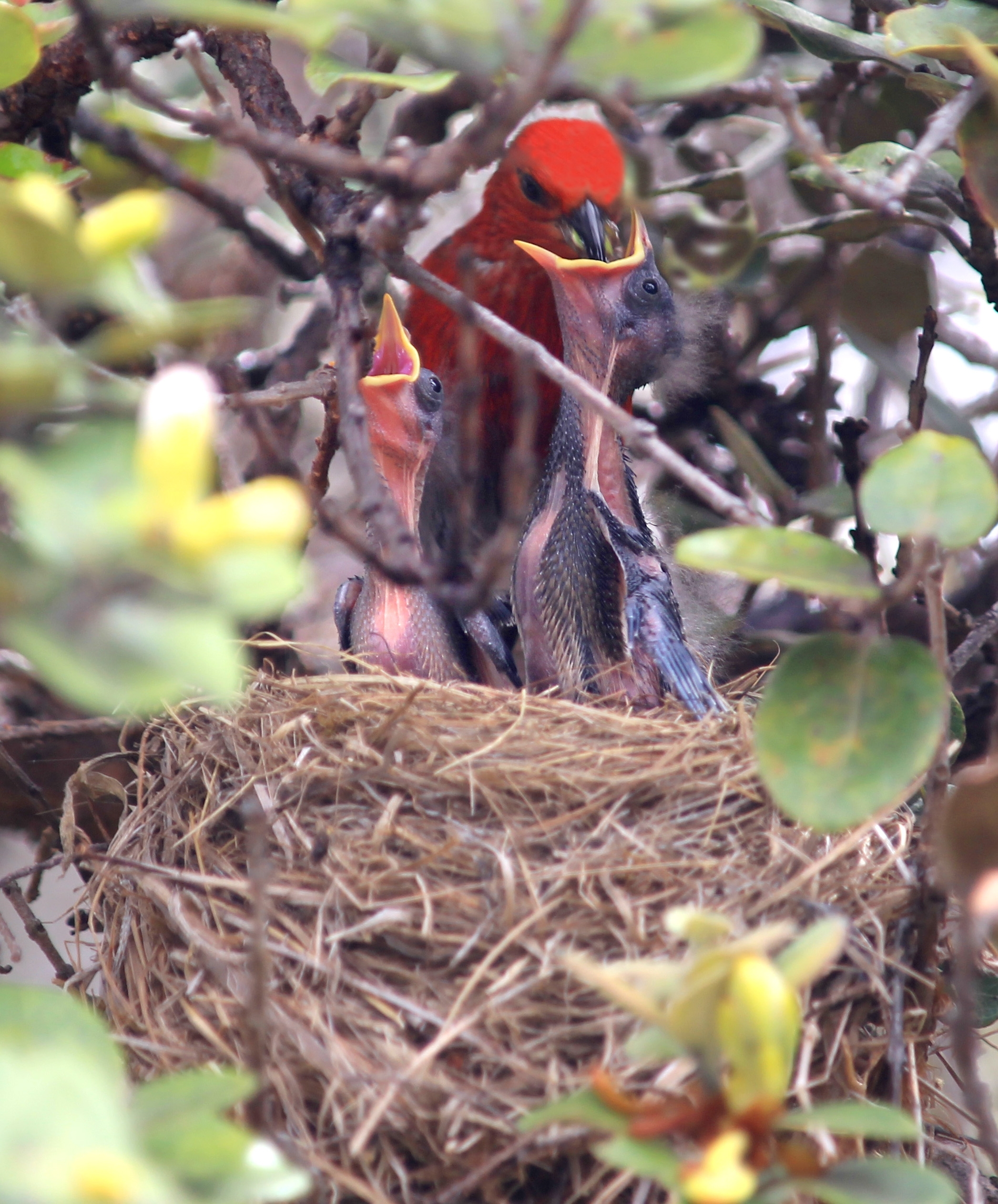
Esemplare nutre i nidiacei.

L'apapane può riprodursi durante tutto l'anno, pur mostrando picchi riproduttivi durante il periodo gennaio-luglio: vengono generalmente portate avanti due covate l'anno. Questi uccelli sono rigidamente monogami, con coppie stabili nel tempo: nel periodo degli amori, i maschi corteggiano insistentemente le femmine cantando, seguendole ed imbeccandole. Gli esemplari più aggressivi e dal canto più sonoro sono quelli che attirano maggiormente l'attenzione delle femmine.
La costruzione del nido è a carico di ambedue i partner, sebbene sia la femmina a compiere il grosso del lavoro: esso è a forma di coppa e viene edificato intrecciando rametti e fibre vegetali. I nidi vengono solitamente costruiti nella corona di un albero di ohia lehua, ma ne sono stati trovati anche su alberi di altre specie (koa, kawau, felci arboree del genere Cibotium) in alberi cavi, fra i cespugli e perfino nei tunnel di lava.

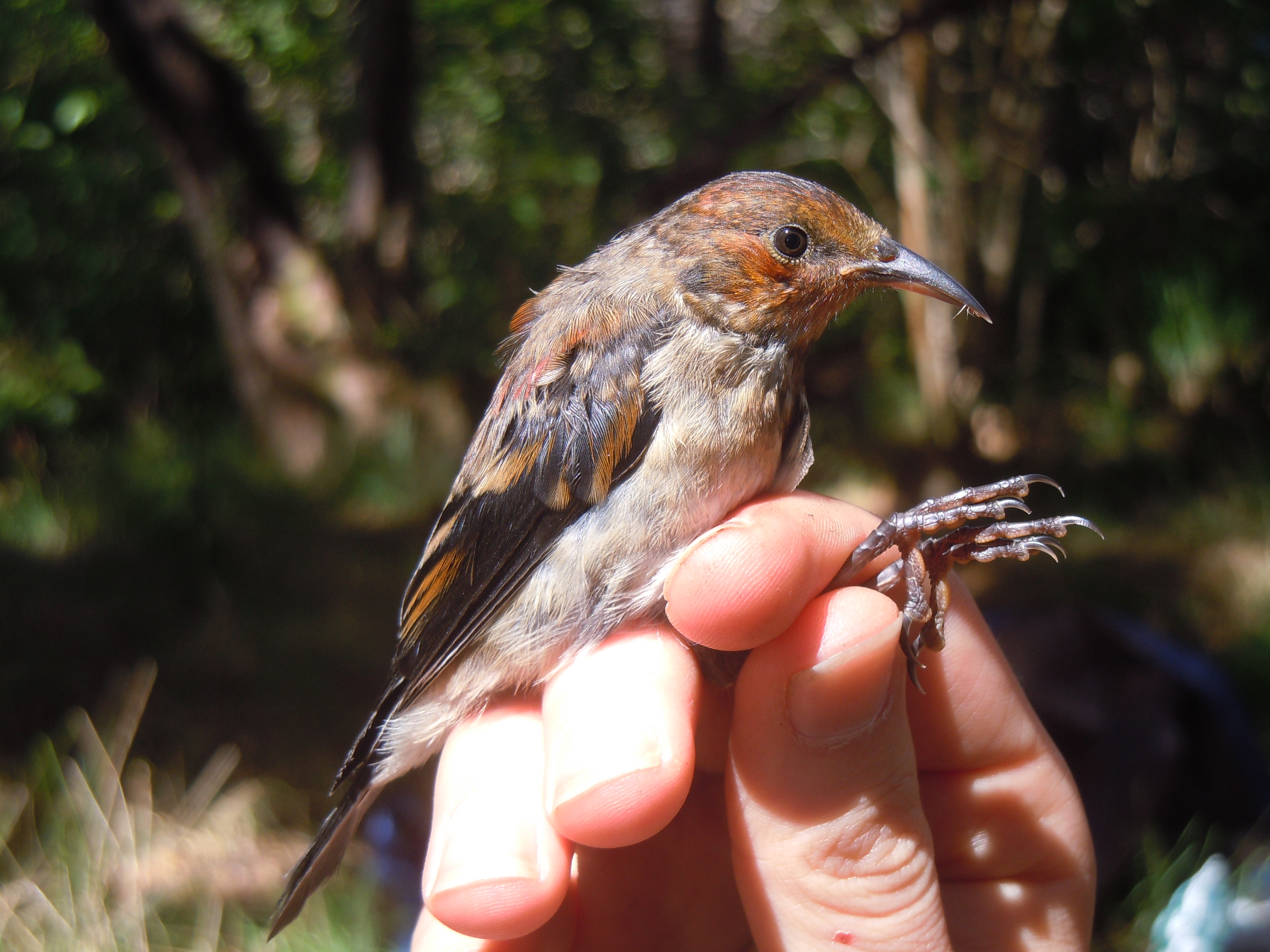
Giovane esemplare sull'isola di Hawaii.

All'interno del nido, la femmina depone 2-4 uova dal guscio rosato, che essa si occupa da sola di covare. Durante la cova, il maschio rimane appollaiato su un ramo nei pressi del nido cantando in continuazione, mentre la femmina rimane silenziosa: i canti del maschio hanno funzione territoriale, avvisando eventuali intrusi della presenza del nido e di tenersi a distanza.
La cova dura 13-14 giorni, al termine dei quali schiudono pulli ciechi ed implumi: essi vengono accuditi da ambedue i genitori e nutriti con nettare e cibo di origine animale. Gli occhi vengono aperti a quattro giorni dalla schiusa, a sei giorni cominciano ad apparire sul dorso le prime chiazze di penne marroncine e la gola diventa rosa: il piumaggio dei nidiacei diviene piuttosto variegato, con chiazze gialline, bianche, rosa, grigie, verdi, nere e successivamente anche rosse, con la livrea adulta che viene raggiunta solo dopo la maturità. Attorno al mese dalla schiusa, i nidiacei sono in grado di involarsi: tuttavia, essi tendono a rimanere ancora con i genitori per un periodo variabile da quattro mesi a un anno.

## Distribuzione e habitat
L'apapane è endemico delle Hawaii, dove (assieme all'ou ed all'affine iiwi) è una delle tre specie di drepanidini a popolare più isole con una singola sottospecie, a riprova della mobilità di questi uccelli.

La specie è diffusa e ben rappresentata sull'isola di Hawaii (dove si stima viva l'86% della popolazione globale di questi uccelli, circa un milione di esemplari), oltre che su Maui (110.000 esemplari stimati, concentrati sulle pendici dell'Haleakalā), Molokai (39.000 esemplari) e Kauai (30.000 esemplari), mentre su Oahu e Lanai la specie è assai rara, con meno di 500 esemplari stimati su ciascuna delle due isole.
L'habitat di questi uccelli è rappresentato dalla foresta pluviale con presenza di vegetazione nativa come ohia lehua e koa (fondamentali in quanto strettamente legate all'alimentazione dell'apapane), kolea lau nui, naio e, nelle aree più elevate, mamane: l'areale di questi uccelli si è essenzialmente ridotto alle foreste montane al di sopra dei 1200 m d'altezza, poiché a quote inferiori prospetano le zanzare vettrici di malattie come il vaiolo aviario e la malaria aviaria, alle quali gli apapane (come del resto tutti i drepanidini hawaiiani) si sono dimostrati disastrosamente vulnerabili.
Gli apapane sono uccelli molto mobili, che si spostano attivamente lungo il proprio areale, seguendo la stagionalità delle fioriture degli alberi dai quali ricavano il cibo: essi sono inoltre in grado di migrare di isola in isola.

## Rapporti con l'uomo
Per secoli, le brillanti penne rosse dell'apapane sono state utilizzate degli indigeni per ornare gli ʻahu ʻula (mantelli) e i mahiole (elmi) degli aliʻi, la nobiltà locale.